# Gromnica w tradycji Słowian
Gromnica – słowiańskie i chrześcijańskie święto upamiętniające Ofiarowanie Pańskie 2 lutego (w Kościele zachodnim) i 15 lutego (w Kościołach wschodnich). W ludowym kalendarzu ten dzień stanowił zmianę pory roku: u Słowian wschodnich oraz zachodnich zwykle oznaczał środek lub przełom zimy i pierwsze spotkanie z wiosną, u Słowian południowych – granicę pomiędzy zimą a wiosną.

## Inne nazwy święta
Nazwy święta w języku:
biał.: Устрэціньне, Грамніцы, Грамніца, Грамнічнік;
bułg.: Зимна Богородица, Миши празник;
cz.: Hromnice;
chorw.: Svitlomarinje, Svecna Marije, Svijećnica; na Polesiu: Вшестье;
pol.: Gromnice, święto Matki Bożej Gromnicznej, święto Ofiarowania Pańskiego, Matka Boska Niedźwiedzia;
ros.: Стретенье, Сустретьев день, Стретенские морозы, Стретенские оттепели, Зимобор, Пресвятая Мария Громница, Сретенье Богородицы;
serb.: Сретен и Обретен, Средозимци  ;
słow.: Obetovanie Pana;
słoweń.: Svečnica
ukr.: Стрітення.

## Pochodzenie święta
Według białoruskiego badacza Władzimira Wasilewicza, święto zachowało się od czasów pogańskich. Jego zdaniem najprawdopodobniej było poświęcone Perunowi, posyłającemu wiosną na ziemię pierwsze życiodajne deszcze; współcześnie wśród rodzimowierców słowiańskich łączone jest jednak z postacią Dziewanny.

## Obrzędy i wierzenia w poszczególnych krajach

### Rosja
W niektórych miejscach guberni wołogdodzkiej chłopi obchodzili swoje domostwa z ikoną Ofiarowania Pańskiego. Po okrążeniu domu, przed wejściem, cała rodzina klękała i modliła się słowami: „Panie Boże nasz, przyjdź do nas i nas pobłogosław”.
Aby uniknąć padaczki, chorób psychicznych i aby uchronić się przed samobójstwem modlono się przed ikoną Matki Bożej „Łagodząca Złe Serca”.
W rejonie krasnieńskim obwodu biełgorodzkiego idąc ulicą i śpiewano «Молодка», «Деревня» i inne pieśni.
W obwodzie woroneskim podczas Gromnicy o północy udawano się do trzech studni, aby zaczerpnąć wody. Woda ta była uważana za uzdrawiającą. Kropiono nią chorych krewnych i bydło, oraz kąpano w niej i pojono nią dzieci . „Woda poświęcona podczas Gromnicy, uważana jest za równoznaczną z wodą święconą, ponieważ Gromnica jest dniem spotkania zimy z latem” .
Dzieci wieczorem przed zmierzchem, gdzieś na wzgórzu, na początku cicho zaklinały słońce: „Słońce-wiodryszko, wyjrzyj, czerwone, zza góry, zza góry! Wyjrzyj, słoneczko, do wiosennej pory! Widziałoś ty, wiodryszko piękną wiosnę? Spotkałoś ty, czerwone, swoją siostrę? Czy widziałoś, słoneczko, starą jagę, Babę Jagę, wiedźmę–zimę?”. Jeśli wyczarowywane „słońce-wiodryszko” pojawiło się przed zachodem znaczyło, że przeszły ostatnie mrozy, a jeśli nie – oczekuj jeszcze mrozów.
W Rosji był rozprzestrzeniony symboliczny obrzęd sprzedaży dziecka. Komuś postronnemu, na ogół staruszce, sprzedawano przez okno dziecko, za które ona wypłacała pieniądze. Zwracając dziecko rodzicom, mówiła: „Żyj na szczęście moje”. Za pieniądze zapłacone za dziecko kupowano świece. Wierzono, że płomień tych świec zapala ogień życia. Więc dziecko będzie „przywiązane” do życia.
W nocy po Gromnicy obawiano się domowika. W wielu miejscach panowało przekonanie, że tej nocy domownik może „zajeździć konia”. Także powszechne było przekonanie, że podczas Gromnicy nie należy udawać się w daleką podróż, gdyż na drogach może dochodzić do wszelkiego rodzaju nieszczęść.
Jeśli kogut tego dnia będzie pił wodę, to będzie wczesna i ciepła wiosna .

### Białoruś

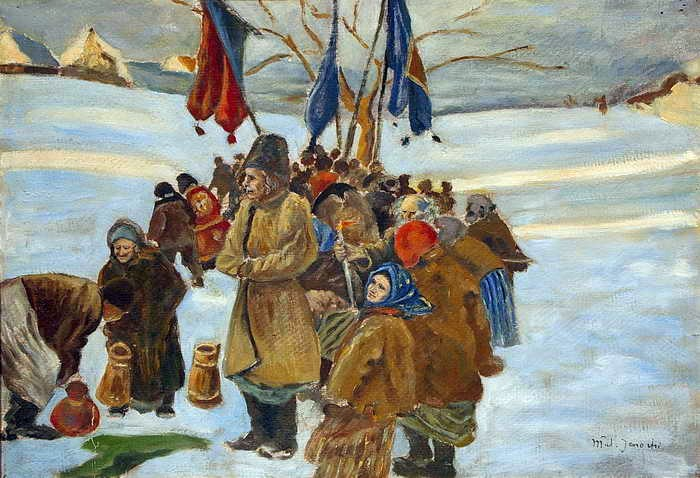
Święcenie wody w Gromniczną Pierwsza połowa XX w.

Zgodnie z ludowym wierzeniem w Gromnicę spotyka się zima z wiosną – jakie to spotkanie taka i wiosna. Sądzono, że jeśli tego dnia jest odwilż, to wiosna będzie wczesna i ciepła; utrzymują się chłody – wiosna chłodna; spadnie śnieg – to długa i deszczowa. Kilka powiedzeń białoruskich związanych z gromnicą: „Na gromnicę zdejmuj rękawice”, „Na gromnicę kogut wypije trochę wodusi” ((biał.) На громни́цы напьётся петух води́цы), „Gromnica połową zimy” .
Jak przed innymi wielkimi świętami Białorusini gdzieniegdzie odprawiali w Gromniczną dziady ((biał.) Стрэчаньскія Дзяды)  – upamiętniające przodków. Smoleńscy Białorusini przez cały rok w dniu tygodnia, w którym przypadało święto, nie snuli osnowy, aby nie spotkać się z wilkami .
W tych dniach białoruscy chłopi przygotowywali duże świece woskowe, które nazywano gromnicami. Jeśli ktoś miał pszczoły – robił je z własnego wosku. Reszta wosk kupowała i robiła z niego świece o długości 10 werszków (ok. pół metra). Noszono je do cerkwi, aby je tam poświęcić. Uważa się, że zwyczaj ten powstał na Białorusi w czasie unii. Unici przyjęli go od polskich katolików. Jezuita Lencki w Katechizmie, który opublikowała Akademia wileńska Towarzystwa Jezusowego w 1768 roku, pisze że: „Świece te pokonują siłę diabelską, aby nie groziła grzmotami i błyskawicami, ulewnymi deszczami i gradem, łatwo sprowadzanymi, za zezwoleniem Bożym, przez magów i wróżki; dlatego też wierni w czasie burzy świecili te świece, aby doświadczyć dobrodziejstwa modlitwy; dają też gromnicę w ręce umierającego, aby pokonać i odgonić szatana, księcia ciemności”. Ten obrzęd Kościoła rzymskiego został ustanowiony przez papieża Sergiusza I w celu przeciwdziałania świętu pogańskiemu, które obchodzono na początku lutego na cześć Prozerpiny i innych bogów podziemi i któremu towarzyszyło odpalanie rac .
Nad półką w cerkwi, gdzie leżały świece, celebrant odczytywał pięć specjalnych modlitw z mszału obrządku unickiego, trzy razy okadzał je kadzielnicą, trzy razy znakiem Krzyża kropił święconą wodą, a następnie wręczał świece ich właścicielom, którzy zapalali je, podczas gdy kapłan błogosławił je słowami: „Błogosławione jest królestwo”. Świece palono do zakończenia czytania Ewangelii, a następnie gaszono i chowano za pazuchę. Wierzono, że jeśli palące się świece trzeszczały, to można oczekiwać burzliwego lata .
W guberni wileńskiej gromnicą lekko nadpalano włosy na krzyż – „na szczęście i zdrowie” .
Tego dnia święcono wody. Ludzie szczególnie cenili święcenie wód w Trzech Króli i Matki Boskiej Gromnicznej.
Na terenie współczesnych okolic Brześcia, Mińska i Homla był zwyczaj witania wiosny pieśniami, choć nie tak głośnymi i powszechnymi jak w Zwiastowanie i na Wielkanoc.
W guberniach północno-zachodnich (na Białorusi) było w zwyczaju przynoszenie do cerkwi świec do oświetlenia.

### Ukraina

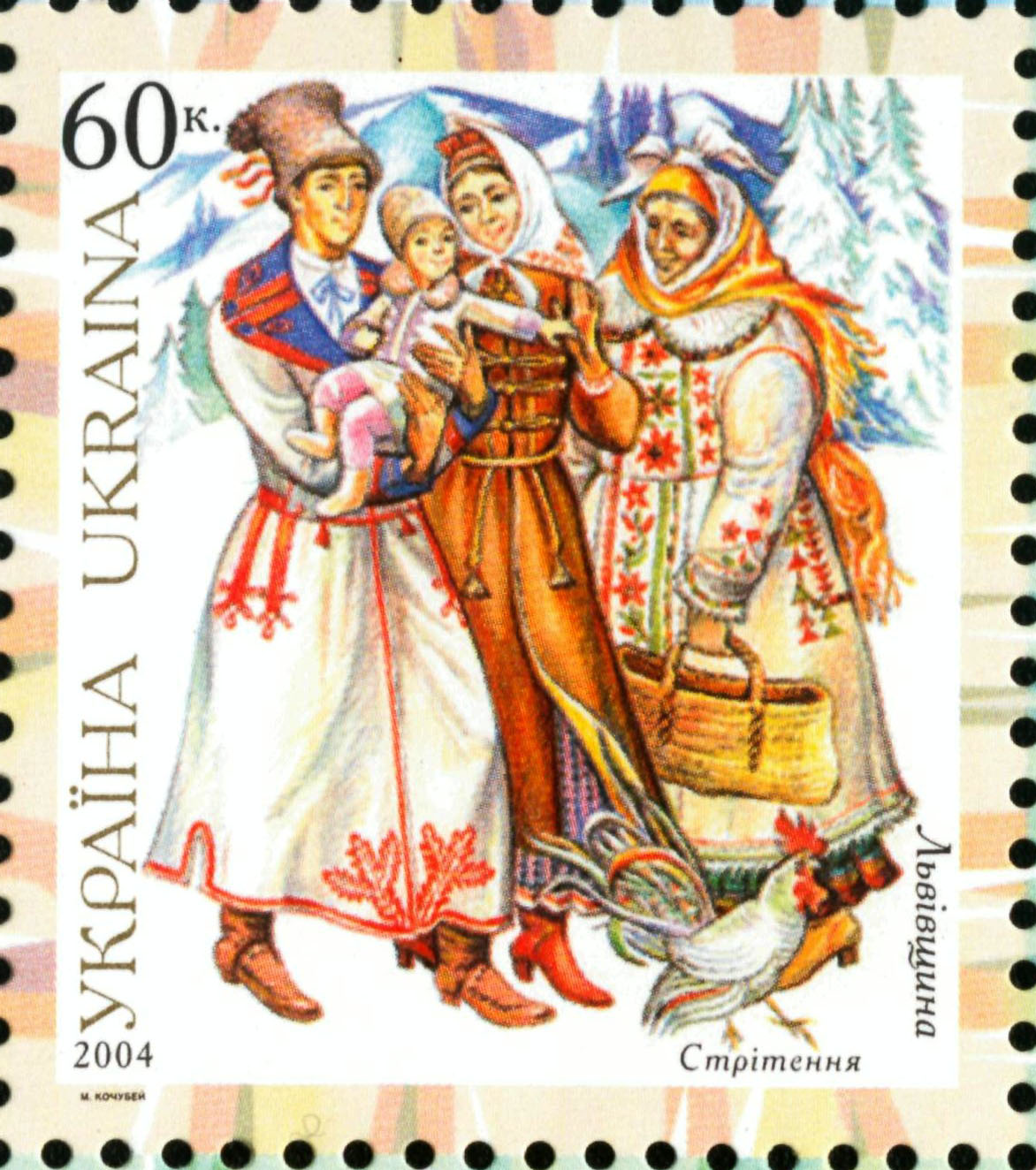
Ukraiński znaczek pocztowy. „Stritennia” z okolic Lwowa.

Ukraińcy, a w niektórych miejscach Rosjanie, w święto Ofiarowania Pańskiego święcą w kościołach świece. Święcona świeca jest uważana za lekarstwo na złe oko.

### Czechy i Słowacja
Gromnica ((cz.) hromnice, (słow.) hromnicky) w Czechach i Słowacji związana jest z tradycją święcenia świec w kościele. Dzień ten nazywany jest świętem świec.
Czesi w tym dniu oczekiwali pierwszego gromu, a gdy go usłyszeli, padali na kolana i całowali ziemię. Prawie wszędzie zabronione było szycie, ponieważ igły mogły sprowadzić do domu piorun. Pszczelarze obchodzili ze świecą ule, aby szybko zakończyło się zimowanie.
W wielu miejscach zakazany był taniec, gdyż ci, którzy tańczyli – umrą w ciągu roku.
Ponadto zgodnie z przysłowiem „na Gromnicę dodano godzinę” ((cz.) Na Hromnice o hodinu více). O pogodzie sądzono, że jeśli w dzień było bezchmurne niebo i był widoczny zachód Słońca – zima będzie trwać długo, ale będą w tym roku bogatsze zbiory. Według czeskich legend: „Na Gromnicę powinien zaśpiewać skowronek, nawet gdyby miał zamarznąć” ((cz.) Na Hromnice musí skřivánek vrznout i kdyby měl zmrznout).
Od Gromnicy zaczyna się karnawał i świąteczne zabawy – czas radości i obfitości pożywienia trwający do środy popielcowej (wielkiego postu) .

### Polska

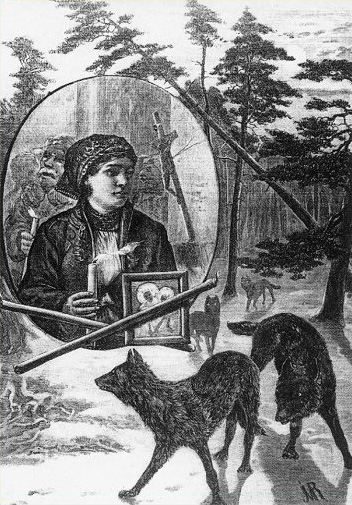
Matka Boska Gromniczna – z towarzyszącymi jej wilkami, ryc. z XIX w.

2 lutego w całej Polsce obchodzono święto Matki Bożej Gromnicznej. Sama nazwa święta mówi o oczekiwaniu na wiosnę z jej pierwszymi burzami. Zapalano w kościele świece – gromnice. Podczas burzy, świeca paliła się i była stawiana w oknie w celu ochrony przed skutkami wyładowań atmosferycznych. Dzieciom, a w dawnych czasach też dorosłym, świecą podpalano włosy z czterech stron głowy, aby nie bano się piorunów. Dzieciom podpalano włosy także po to, aby nie bały się wilków. Świecę podczas święcenia przewiązywano pasmem lnu, wierząc że przyczynia się to do dobrych zbiorów lnu. W tym dniu, przewidując przyszłość zbiorów: „Jak na gromnicę jasno, w stodołach ciasno”; zachmurzenie zapowiadało dobry plon miodu. Dymem ze świecy gromnicznej na drzwiach chaty lub tragarzu sufitu okopcano znak krzyża, aby zło nie mogło wejść do domu. Pod koniec XIX wieku na Gromniczną Polacy zapalali tyle świec ilu było członków rodziny, wierząc, czyja świeczka zgaśnie pierwsza ten wkrótce umrze.
Na Pomorzu zamykano okna i drzwi stodół, aby zwierzęta nie widziały słońca i nie chorowały podczas wypasu wiosną. Jeśli było słonecznie to nie wolno było wypuszczać drobiu na zewnątrz. Polacy uważali, że lepiej ujrzeć wilka w stadzie owiec niż słońce na Gromniczną. Czesi i Polacy wierzą, że pierwszy skowronek musi zaśpiewać w Gromniczną nawet gdyby od tego zamarzł. „Jeśli skowronek nie zaśpiewa – zima jeszcze długi czas powiewa”.
W Polsce znana jest legenda o spotkaniu Matki Boskiej Gromnicznej z wilkiem. W zimną noc lutego za Marią Panną skradał się wilk. Tego wilka szukali chłopi aby go zabić. Spotkaną na drodze Maryję chłopi zapytali czy nie widziała wilka. Odpowiedziała, że nie widziała i nie wydała wilka. Potem Matka Boża powiedziała aby szukali wilka we własnych sercach i odesłała ich do domu. Gdy po tych słowach chłopi odeszli spod jej płaszcza wysunęła się głowa wilka. Maryja skarciła go, ale nie była w stanie wydać wilka, gdyż jego cierpienie wzruszyło jej serce . Polacy wierzyli, że Matka Boska Gromniczna i jej atrybut gromnica chronią przed wilkami .

### Bułgaria
W południowej Bułgarii około tego dnia robiono prognozy pogody na nadchodzący rok, a także starano się przewidzieć zbiory. W zachodniej części Bułgarii charakterystyczne było świętowanie na cześć świętego Tryfona w pierwsze trzy dni lutego, zwane tryfoncami. Nazywano je również „wilcze święta”, gdyż wierzono, że w okresie świąt wilki się wściekają. Ludzie wtedy przestrzegali zakazu starając się nie wymawiać nazwy wilka aby nie zrobił nic złego. „Wilcze święta” obchodzono również jesienią i na początku Adwentu, przestrzegając takich samych zakazów, jak wiosną.
W Banacie Bułgarzy do dziś mówią o zachowaniu niedźwiedzic: „Niedźwiedzica na Gromniczną wypełza z barłogu aby zobaczyć swój cień. Jeśli dzień jest słoneczny i niedźwiedzica widzi swój cień, odwraca się na drugi bok, aby kontynuować swój sen. Oznacza to, że jeszcze przez 40 dni będzie zimno”.

## Powiedzenia i przysłowia
- Jaka pogoda na Gromniczną taka i wiosna będzie[33] .
- Jak niebo gwiaździste – to będzie późna wiosna[34].
- Jeśli widzisz słońce przed zachodem, ostatnie mrozy minęły, a jeśli nie to będą najsilniejsze[35].
- Na Gromniczną odwilż – dobre zbiory pszenicy, jeśli zamieci – chleba nie będzie[36].
- Na Gromniczną zamieć zasypuje drogi, nieurodzaj zasypie żywność[37].
- Rankiem na Gromniczną śnieg – wczesne zbiory zbóż; jeśli w południe – w środku lata; jeśli wieczorem – późne[38].